# Einar Gundersen
Einar "Jeja" Gundersen, född 20 september 1896, död 29 oktober 1962, var en norsk fotbollsspelare. Han spelade som centeranfallare för Odd Grenland och betraktas som en av norsk fotbolls första stjärnspelare. Han spelade 33 landskamper för det norska landslaget och gjorde 26 mål, vilket är näst flest i det norska landslaget genom tiderna.
Hans smeknamn Jeja betyder ordagrant "Jag då", eftersom det var det han undrade som barn när han inte valdes i laget.
På klubbnivå gjorde Gundersen mer än 200 mål. Han vann Norska cupen fem gånger. Han var även med i det norska laget som spelade i OS 1920, där han gjorde två mål i 3-1-segern över England.

### Fotnoter
1. ↑  http://www.home.no/greenriver/players/jeja.html
2. ↑  ”Arkiverade kopian”. Arkiverad från originalet den 4 maj 2013. https://web.archive.org/web/20130504194906/http://www.rsssf.com/miscellaneous/noo-recintlp.html. Läst 6 november 2012.